# ERA-Circus
L'equip ERA-Circus (codi UCI: ERC), conegut anteriorment com a Kwadro o Corendon, és un equip ciclista belga, de ciclisme en ruta i ciclocròs. Creat al 2013, té categoria continental.

## Principals resultats
- Volta a la província de Namur: Laurens Sweeck (2016)
- Gran Premi Jean-Pierre Monseré: Laurens Sweeck (2017)

### A les grans voltes
- Giro d'Itàlia
  - 0 participacions

- Tour de França
  - 0 participacions

- Volta a Espanya
  - 0 participacions

## Composició de l'equip
| \| Llista de l'equip 2015 \| Llista de l'equip 2015 \| Llista de l'equip 2015 \| Llista de l'equip 2015 \| \| Ciclista \| Data de naixement \| Equip previ \| \| \| ------------------------------------- \| ---------------------- \| ---------------------- \| ---------------------- \| \| Bart Aernouts (1 de gen–31 de març) \| 23 de juny de 1982 \| \| \| \| Martin Bína \| 21 de maig de 1983 \| \| \| \| Kevin Cant \| 11 de març de 1988 \| \| \| \| Jasper De Meyer (5 de maig–31 de des) \| 15 de abril de 1994 \| \| \| \| Marcel Meisen (1 de gen–20 de abr) \| 8 de gener de 1989 \| BKCP-Powerplus (2013) \| \| \| Radomír Šimůnek jr. \| 6 de setembre de 1983 \| BKCP-Powerplus (2012) \| \| \| Diether Sweeck \| 17 de desembre de 1993 \| \| \| \| Hendrik Sweeck \| 13 de gener de 1992 \| \| \| \| Laurens Sweeck \| 17 de desembre de 1993 \| \| \| \| Julien Taramarcaz \| 12 de novembre de 1987 \| \| \| \| \| \| \| \| \| Font: UCI \| \| \| \|Nota: Bart Aernouts Nota: Martin Bína Nota: Kevin Cant Nota: Jasper De Meyer |                        |                       |  |
| Llista de l'equip 2015 |                        |                       |  |
| Ciclista | Data de naixement      | Equip previ           |  |
| Bart Aernouts (1 de gen–31 de març) | 23 de juny de 1982     |                       |  |
| Martin Bína | 21 de maig de 1983     |                       |  |
| Kevin Cant | 11 de març de 1988     |                       |  |
| Jasper De Meyer (5 de maig–31 de des) | 15 de abril de 1994    |                       |  |
| Marcel Meisen (1 de gen–20 de abr) | 8 de gener de 1989     | BKCP-Powerplus (2013) |  |
| Radomír Šimůnek jr. | 6 de setembre de 1983  | BKCP-Powerplus (2012) |  |
| Diether Sweeck | 17 de desembre de 1993 |                       |  |
| Hendrik Sweeck | 13 de gener de 1992    |                       |  |
| Laurens Sweeck | 17 de desembre de 1993 |                       |  |
| Julien Taramarcaz | 12 de novembre de 1987 |                       |  |
| |                        |                       |  |
| Font: UCI |                        |                       |  |

| \| Llista de l'equip 2016 \| Llista de l'equip 2016 \| Llista de l'equip 2016 \| Llista de l'equip 2016 \| \| Ciclista \| Data de naixement \| Equip previ \| \| \| --------------------------------------- \| ---------------------- \| ---------------------- \| ---------------------- \| \| Jelle Cant \| 19 de juny de 1992 \| \| \| \| Kevin Cant \| 11 de març de 1988 \| \| \| \| Jasper De Meyer \| 15 de abril de 1994 \| \| \| \| Radomír Šimůnek jr. \| 6 de setembre de 1983 \| BKCP-Powerplus (2012) \| \| \| Diether Sweeck \| 17 de desembre de 1993 \| \| \| \| Hendrik Sweeck \| 13 de gener de 1992 \| \| \| \| Laurens Sweeck \| 17 de desembre de 1993 \| \| \| \| Julien Taramarcaz \| 12 de novembre de 1987 \| \| \| \| Toon Wouters \| 21 de novembre de 1994 \| \| \| \| \| \| \| \| \| Fonts: ProCyclingStats Cycling Archives \| \| \| \| |                        |                       |  |
| Llista de l'equip 2016 |                        |                       |  |
| Ciclista | Data de naixement      | Equip previ           |  |
| Jelle Cant | 19 de juny de 1992     |                       |  |
| Kevin Cant | 11 de març de 1988     |                       |  |
| Jasper De Meyer | 15 de abril de 1994    |                       |  |
| Radomír Šimůnek jr. | 6 de setembre de 1983  | BKCP-Powerplus (2012) |  |
| Diether Sweeck | 17 de desembre de 1993 |                       |  |
| Hendrik Sweeck | 13 de gener de 1992    |                       |  |
| Laurens Sweeck | 17 de desembre de 1993 |                       |  |
| Julien Taramarcaz | 12 de novembre de 1987 |                       |  |
| Toon Wouters | 21 de novembre de 1994 |                       |  |
| |                        |                       |  |
| Fonts: ProCyclingStats Cycling Archives |                        |                       |  |

| \| Llista de l'equip 2017 \| Llista de l'equip 2017 \| Llista de l'equip 2017 \| Llista de l'equip 2017 \| \| Ciclista \| Data de naixement \| Equip previ \| \| \| -------------------------------------- \| ---------------------- \| ----------------------- \| ---------------------- \| \| Wietse Bosmans (12 de maig–31 de març) \| 30 de desembre de 1991 \| Beobank-Corendon (2017) \| \| \| Jelle Cant \| 19 de juny de 1992 \| \| \| \| Braam Merlier (15 de març–31 de des) \| 11 de febrer de 1994 \| \| \| \| Gert Smets \| 26 de setembre de 1997 \| \| \| \| Diether Sweeck \| 17 de desembre de 1993 \| \| \| \| Hendrik Sweeck \| 13 de gener de 1992 \| \| \| \| Laurens Sweeck \| 17 de desembre de 1993 \| \| \| \| Julien Taramarcaz \| 12 de novembre de 1987 \| \| \| \| Yorben Van Tichelt \| 12 de juliol de 1994 \| \| \| \| Toon Wouters \| 21 de novembre de 1994 \| \| \| \| \| \| \| \| \| Font: UCI \| \| \| \| |                        |                         |  |
| Llista de l'equip 2017 |                        |                         |  |
| Ciclista | Data de naixement      | Equip previ             |  |
| Wietse Bosmans (12 de maig–31 de març) | 30 de desembre de 1991 | Beobank-Corendon (2017) |  |
| Jelle Cant | 19 de juny de 1992     |                         |  |
| Braam Merlier (15 de març–31 de des) | 11 de febrer de 1994   |                         |  |
| Gert Smets | 26 de setembre de 1997 |                         |  |
| Diether Sweeck | 17 de desembre de 1993 |                         |  |
| Hendrik Sweeck | 13 de gener de 1992    |                         |  |
| Laurens Sweeck | 17 de desembre de 1993 |                         |  |
| Julien Taramarcaz | 12 de novembre de 1987 |                         |  |
| Yorben Van Tichelt | 12 de juliol de 1994   |                         |  |
| Toon Wouters | 21 de novembre de 1994 |                         |  |
| |                        |                         |  |
| Font: UCI |                        |                         |  |

## Classificacions UCI

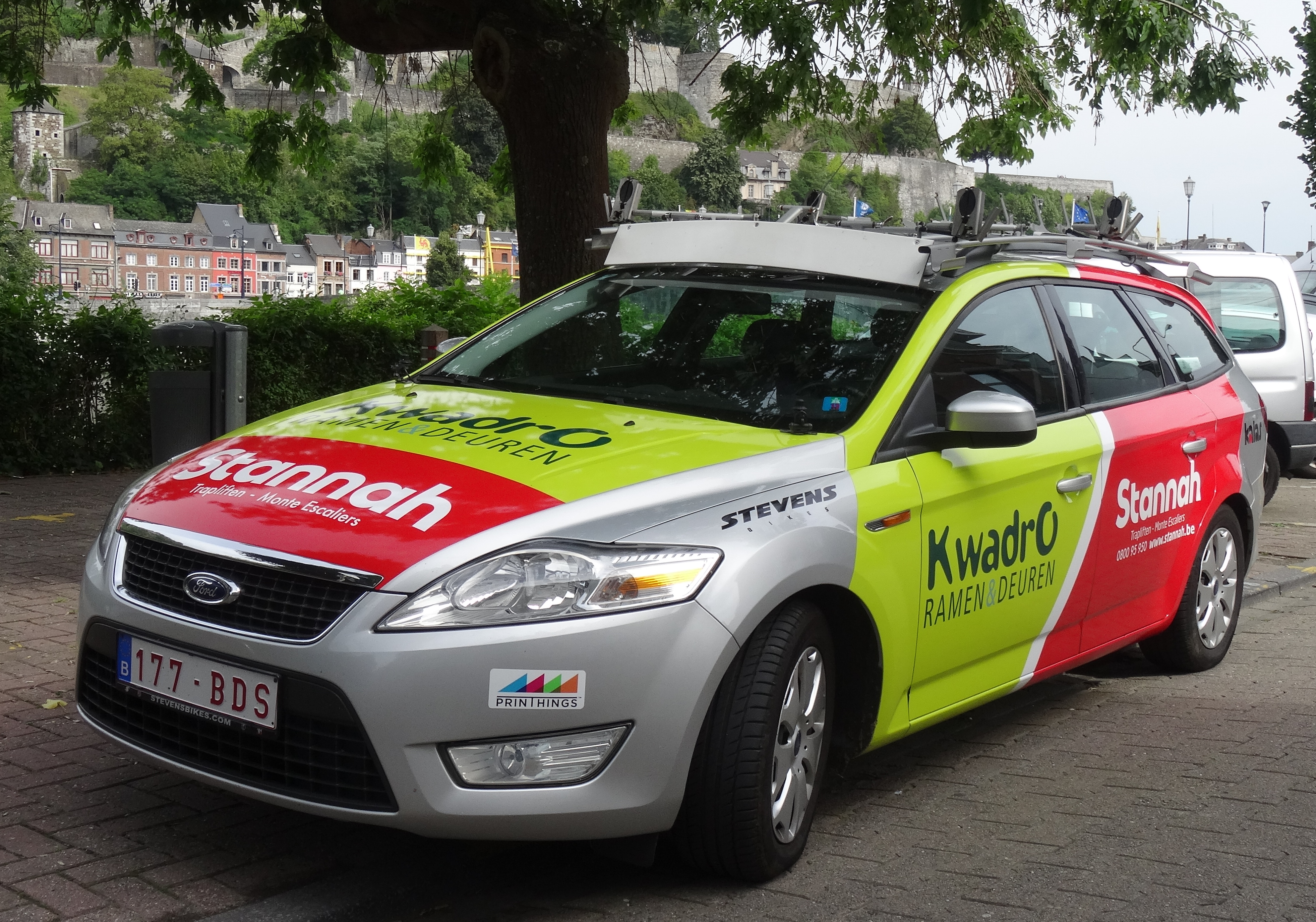
Vehicle de l'equip al 2014

A partir del 2014, l'equip participa en els Circuits continentals de ciclisme. La següent classificació estableix la posició de l'equip en finalitzar la temporada.
UCI Europa Tour
| Temporada | Classificació per equips | Millor ciclista en la classificació individual |
| --------- | ------------------------ | ---------------------------------------------- |
| 2014      | -                        | -                                              |
| 2015      | -                        | -                                              |
| 2016      | 126è                     | Jelle Cant (1192è)                             |
| 2017      | 77è                      | Laurens Sweeck (291è)                          |